# Гомоморфизм групп

Гомоморфизм группы (h) из G (слева) в H (справа). Меньший овал внутри H —
образ h. N является ядром h, а aN является
смежным классом N.

В математике, если заданы две группы (G, ∗) и (H, •), гомоморфизм групп из (G, ∗) в (H, •) — это функция h : G → H, такая, что для всех u и v из G выполняется
{\displaystyle h(u*v)=h(u)\cdot h(v),}
где групповая операция слева от знака «=» относится к группе G, а операция справа относится к группе H.
Отсюда можно вывести, что h отображает нейтральный элемент eG группы G в нейтральный элемент eH группы H, а также отображает обратные элементы в обратные в том смысле, что
{\displaystyle h(u^{-1})=h(u)^{-1}.}
Таким образом, можно сказать, что h «сохраняет групповую структуру».
В более ранних работах h(x) могло обозначаться как xh, хотя это может привести к путанице с индексами. В последнее время наметилась тенденция опускать скобки при записи гомоморфизма, так что h(x) превращается просто в x h. Эта тенденция особенно заметна в областях теории групп, где применяется автоматизация, поскольку это лучше согласуется с принятым в автоматах чтении слов слева направо.
В областях математики, где группы снабжаются дополнительными структурами, гомоморфизм иногда понимается как отображение, сохраняющее не только структуру группы (как выше), но и дополнительную структуру. Например, гомоморфизм топологических групп часто предполагается непрерывным.

## Понятие
Цель определения гомоморфизма группы — создать функции, сохраняющие алгебраическую структуру. Эквивалентное определение гомоморфизма группы: Функция h : G → H является гомоморфизмом группы, если из a ∗ b = c следует h(a) ⋅ h(b) = h(c). Другими словами, группа H в некотором смысле подобна алгебраической структуре G и гомоморфизм h сохраняет её.

## Образ и ядро
Определим ядро h как множество элементов из G, которые отображаются в нейтральный элемент в H
{\displaystyle \ker(h):=\{u\in G:h(u)=e_{H}\}{\mbox{.}}}
и образ h как
{\displaystyle \mathop {\mathrm {Im} } (h):=h(G):=\left\{h(u)\colon u\in G\right\}{\mbox{.}}}
Ядро h является нормальной подгруппой G, а образ h является подгруппой H:
{\displaystyle h\left(g^{-1}\circ u\circ g\right)=h(g)^{-1}\cdot h(u)\cdot h(g)=h(g)^{-1}\cdot e_{H}\cdot h(g)=h(g)^{-1}\cdot h(g)=e_{H}.}
Гомоморфизм h является инъективным (и называется мономорфизмом группы) в том и только в том случае, когда ker(h) = {eG}.
Ядро и образ гомоморфизма можно понимать как измерение, насколько гомоморфизм близок к изоморфизму. Первая теорема об изоморфизме утверждает, что образ гомоморфизма группы h(G) изоморфен факторгруппе G/ker h.

## Примеры
- Возьмём циклическую группу {\displaystyle \mathbb {Z} /3\mathbb {Z} ={0,1,2}} и группу целых чисел {\displaystyle \mathbb {Z} } по сложению. Отображение {\displaystyle h:\mathbb {Z} \to \mathbb {Z} /3\mathbb {Z} } с {\displaystyle h(u)=u{\bmod {3}}} является гомоморфизмом. Оно сюръективно, и его ядро состоит из целых чисел, делящихся на 3.

- Возьмём группу

{\displaystyle G:=\left\{{\begin{pmatrix}a&b\\0&1\end{pmatrix}}\in \mathbb {R} ^{2}{\bigg |}\exists a>0,b\in \mathbb {R} \right\}}
Для любого комплексного числа {\displaystyle u} функция {\displaystyle f^{u}:G\to \mathbb {C} }, определённая как:
{\displaystyle {\begin{pmatrix}a&b\\0&1\end{pmatrix}}\mapsto a^{u}}
является гомоморфизмом.
- Возьмём группу положительных вещественных чисел с операцией умножения {\displaystyle (\mathbb {R} ^{+},\cdot )}. Для любого комплексного числа {\displaystyle u} функция {\displaystyle f^{u}:\mathbb {R} ^{+}\to \mathbb {C} }, определённая как

{\displaystyle f_{u}(a)=a^{u}}
является гомоморфизмом.
- Экспоненциальное отображение является гомоморфизмом из группы вещественных чисел {\displaystyle \mathbb {R} } по сложению в группу ненулевых вещественных чисел {\displaystyle \mathbb {R} \setminus \{0\}} по умножению. Ядром является множество {\displaystyle \{0\}}, а образ состоит из вещественных положительных чисел.

- Экспоненциальное отображение также образует гомоморфизм из группы комплексных чисел {\displaystyle \mathbb {C} } по сложению в группу ненулевых комплексных чисел {\displaystyle \mathbb {C} \setminus \{0\}} по умножению. Это отображение сюръективно, его ядром является множество {\displaystyle \{2\pi ki\in \mathbb {C} \mid \exists k\in \mathbb {Z} \}}, как можно видеть из формулы Эйлера. Поля, подобные {\displaystyle \mathbb {R} } и {\displaystyle \mathbb {C} }, имеющие гомоморфизм из группы по сложению в группу по умножению, называют экспоненциальными полями[англ.].

## Категории групп
Если h : G → H и k : H → K являются гомоморфизмами групп, то и k o h : G → K тоже гомоморфизм. Это показывает, что класс всех групп, вместе с гомоморфизмами групп в качестве морфизмов, образуют категорию.

## Виды гомоморфных отображений
Если гомоморфизм h является биекцией, то можно показать, что обратное отображение тоже является гомоморфизмом групп, и тогда h называется изоморфизмом. В этом случае группы G и H называются изоморфными — они различаются только обозначением элементов и операции и идентичны для практического применения.
Если h: G → G является гомоморфизмом групп, мы называем его эндоморфизмом G. Если же оно и биективно, а следовательно, является изоморфизмом, оно называется автоморфизмом. Множество всех автоморфизмов группы G с композицией функций в качестве операции само образует группу, группу автоморфизмов G. Эта группа обозначается как Aut(G). Как пример, автоморфизм группы (Z, +) содержит только два элемента (тождественное преобразование и умножение на −1), и он изоморфен Z/2Z.
Эпиморфизм — это сюръективный гомоморфизм, то есть гомоморфизм на. Мономорфизм — это инъективный гомоморфизм, то есть гомоморфизм один-к-одному.

## Гомоморфизмы абелевых групп

### Групповая структура
Если группа {\displaystyle (H,\cdot )} — абелева, то множество {\displaystyle \mathrm {Hom} (G,H)} всех гомоморфизмов из группы {\displaystyle G} в группу {\displaystyle H} само является абелевой группой относительно следующей бинарной операции поэлементного сложения, обозначаемой символом {\displaystyle +}: для двух гомоморфизмов {\displaystyle f} и {\displaystyle g} гомоморфизм {\displaystyle f+g} определяется формулой
{\displaystyle (f+g)(x):=f(x)\cdot g(x),}
где {\displaystyle x\in G}.

### Структура кольца
Относительно указанной выше операции операция композиции является дистрибутивной. А именно, для любых гомоморфизмов {\displaystyle f\in \mathrm {Hom} (K,G)}, {\displaystyle h,k\in \mathrm {Hom} (G,H)} и {\displaystyle g\in \mathrm {Hom} (H,L)} выполняются следующие равенства:
{\displaystyle {\begin{aligned}(h+k)\circ f&=(h\circ f)+(k\circ f)\\g\circ (h+k)&=(g\circ h)+(g\circ k).\end{aligned}}}
В частности, множество {\displaystyle \mathrm {End} (H):=\mathrm {Hom} (H,H)} всех эндоморфизмов абелевой группы {\displaystyle H} образует кольцо, в котором аналогом сложения является вышеописанная операция, а умножения — композиция. Оно называется кольцом эндоморфизмов группы {\displaystyle H}.
Например, {\displaystyle \mathrm {End} (\mathbb {Z} )\cong \mathbb {Z} } и {\displaystyle \mathrm {End} (\mathbb {Z} /n\mathbb {Z} )\cong \mathbb {Z} /n\mathbb {Z} }. Кроме того, для любой абелевой группы {\displaystyle A} кольцо эндоморфизмов прямого произведения {\displaystyle A^{m}} изоморфно кольцу матриц {\displaystyle m\times m} с элементами из группы {\displaystyle \mathrm {End} (A)}:
{\displaystyle \mathrm {End} (A^{m})=M_{m}(\mathrm {End} (A)).}
Упомянутая выше дистрибутивность также показывает, что категория всех абелевых групп и их гомоморфизмов образует предаддитивную категорию. Существование прямых сумм и ядер с хорошо обусловленным поведением делает эту категорию примером абелевой категории.